# Maite Nosti
María Teresa Nosti Izquierdo, más conocida como Maite Nosti Izquierdo (Albelda de Iregua, Logroño, 18 de agosto de 1956) es una médico y política española. En las elecciones al Parlamento de Navarra de 2023 fue la candidata principal de Vox y consiguió uno de los dos escaños de esta formación en el Parlamento de Navarra.

## Biografía
Maite Nosti nació el 18 de agosto de 1956 en Albelda de Iregua, entonces parte de la provincia de Logroño, en la región de Castilla la Vieja.
Cursó sus estudios superiores en la Universidad de Navarra, donde se graduó en 1980 de medicina y cirugía. Trabajo inicialmente como delegada de laboratorio en Navarra, Soria y La Rioja, pasando a ser más tarde médico generalista durante 37 años en la red hospitalaria de Navarra.
Su jubilación como médico tuvo lugar en diciembre de 2021.

## Trayectoria política
Nosti descubrió Vox cuando el partido empezó a tener un ascenso mediático pronunciado, identificándose, según ella, «con el sentido común que ofrecen sus propuestas». Se propuso afiliarse al partido tras jubilarse, por lo que a comienzos de 2022 ingresó en el mismo.
En marzo de 2023, tras el anuncio de las elecciones al Parlamento de Navarra, el comité ejecutivo nacional de Vox la designó para encabezar la lista electoral del partido para los comicios.
Vox consiguió un 4,3 % de los votos, que le supuso dos escaños, obteniendo representación por primera vez en el Parlamento de Navarra, puesto que en las elecciones anteriores de 2019 el partido se quedó en un 0,7 % de los votos, por debajo del umbral mínimo.
En marzo de 2025 abandonó el partido sin renunciar al escaño, después de que el partido le desautorizara por votar a favor de una declaración institucional sobre las víctimas de terrorismo.